# 阎玉江
阎玉江（1953年—），男，江苏镇江人，中国羽毛球運動員，現已退役。

## 生平
1971年，阎玉江入选江苏省羽毛球队并开始接受正规的羽毛球训练。
1977年，阎玉江在广州举办的全国羽毛球锦标赛上，继湯仙虎、侯加昌等老一辈归国华侨后，第一次由本國出生的运动员获得全国羽毛球男子单打冠军。
1978年，阎玉江在香港举办的首届世界羽毛球邀请锦标赛上跟腱断裂。
1979年9月，中华人民共和国第4届全国运动会上，他以2比0击败韩健，再次获得羽毛球男子单打冠军。
1981年，阎玉江在退役后担任江苏羽毛球队先是女队教练，后男队主教练。在此期间培养出了被誉为「羽坛四大天王」的「两大天王」杨阳和赵剑华，并因此杰出成就获得国家体委颁发的体育运动荣誉奖章。其後曾任中国少年羽毛球队男队主教练，并为培养董炯做出过贡献。
1990年后，阎玉江应邀到奥地利任教，并帮助培养奥地利运动员获得了欧洲青年羽毛球男子单打冠军。